# Qaralar (Tovuz)
Qaralar è un comune dell'Azerbaigian situato nel distretto di Tovuz. Conta una popolazione di 254 abitanti.